# Autostrada A74 (Holandia)
Autostrada A74 (nl. Rijksweg 74) – holenderska autostrada 74 lub A74, która łączy autostradę A73 do granicy niemieckiej gdzie przechodzi w niemiecką autostradę A61 (w skrócie BAB61 lub A61) w kierunku Koblencji. Droga  w całości znajduje się w Venlo.